# Svartvingad eldvävare
Svartvingad eldvävare (Euplectes hordeaceus) är en fågel i familjen vävare inom ordningen tättingar.

## Utseende och läte
Hane svartvingad eldvävare i häckningsdräkt är en spektakulärt färgad fågel i svart och orange. Vingarna är glansigt svarta och märkbart breda, vilket syns väl i flykten. Honan och hanen utanför häckningstid är båda bruna och streckade. Under häckningstid skiljer sig hanen från liknande arter genom en unik kombination av orangerött på hjässa och bröst. Utanför häckningstid behåller den olikt sina släktingar sina svarta vingar. Honan liknar honor hos andra eldvävare, men är större.
Sången är utdragen och skallrande, med vissa toner inblandade som låter likt radiostörningar. Hanen utför ofta denna sång i en spelflykt.

## Utbredning och systematik
Fågeln förekommer i Afrika söder om Sahara (utom Sydafrika). Den behandlas antingen som monotypisk eller delas in i två underarter med följande utbredning:
- Euplectes hordeaceus hordeaceus – förekommer från Mauretanien, Senegal och Gambia österut till västra Sudan, Demokratiska republiken Kongo och Tanzania samt vidare söderut till Angola, Zimbabwe och Moçambique
- Euplectes hordeaceus craspedopterus – förekommer i södra Sudan, sydvästra Etiopien, Uganda och västra Kenya

## Levnadssätt
Svartvingad eldvävare hittas i en lång rad öppna miljöer, som skogslandskap, jordbruksbygd, fuktiga gräsmarker, våtmarker och på hyggen.

## Status
Arten har ett stort utbredningsområde och beståndet anses stabilt. Internationella naturvårdsunionen IUCN listar den därför som livskraftig (LC).

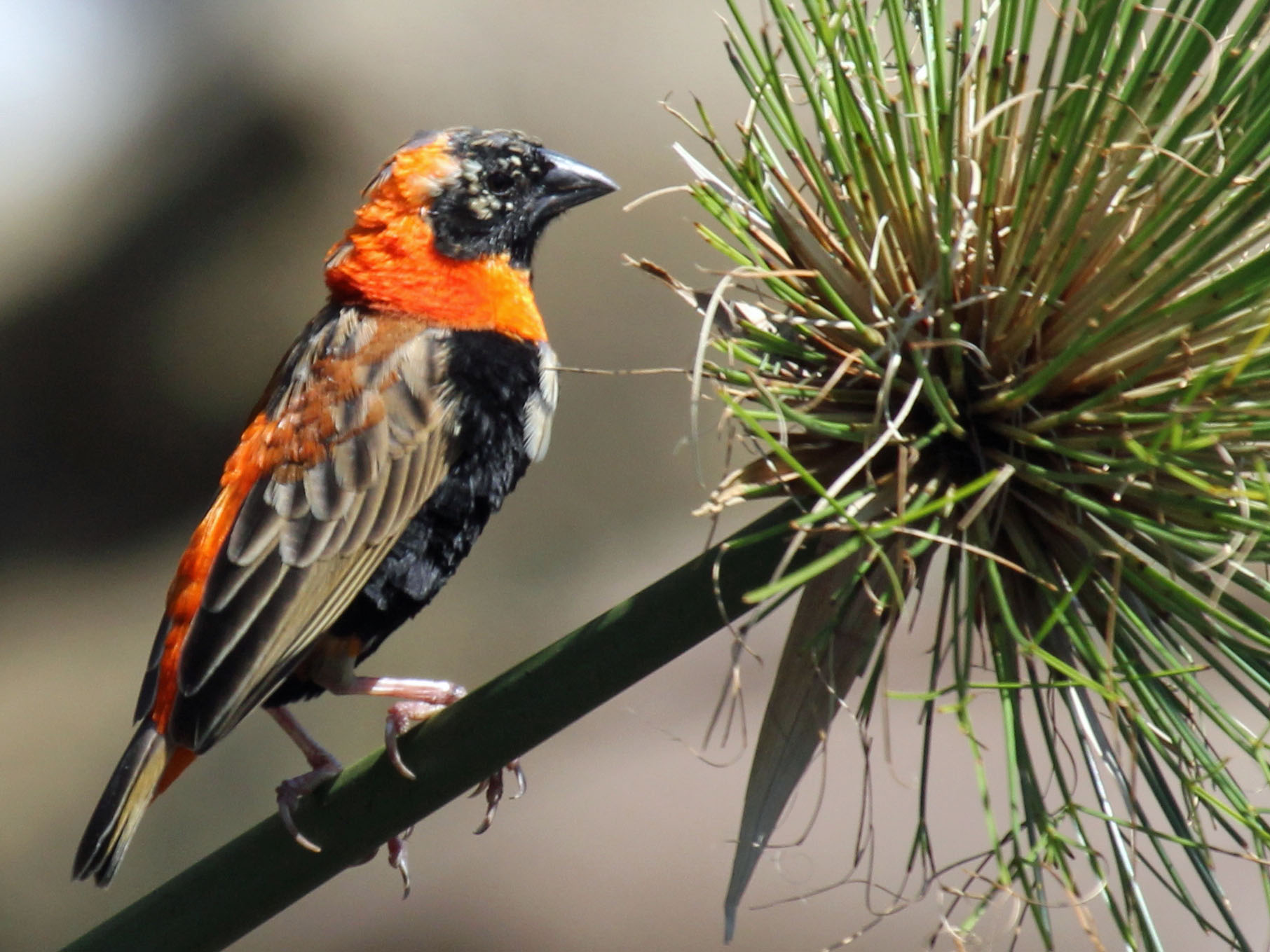